# Menip d'Estratonicea
Menip d'Estratonicea (en llatí: Menippus, en grec antic: Μένιππος) va ser un orador nadiu d'Estratonicea de Cària que va florir als voltants de l'any 79 aC.
Parlava grec tot i que era cari de naixement. És considerat com el més important orador del seu temps a l'Àsia Menor. Ciceró, que el va escoltar en alguns discursos, el situa al nivell dels grans oradors àtics.